# Fumetti de Gli antenati
Dalla serie animata Gli antenati, prodotta da Hanna e Barbera negli anni sessanta, sono state tratte diverse serie a fumetti.

## Storia editoriale
La versione a fumetti dei personaggi della serie televisiva esordì nel luglio 1961 sulla collana Dell Giant Comic, n. 48, cui seguì la prima serie a fumetti regolare dedicata edita dalla Dell e Gold Key fino al 1970, scritta da Jerry Belson, Mike Maltese e Don Christensen e disegnata soprattutto da Harvey Eisenberg e Phil de Lara. Contemporaneamente sui quotidiani venne pubblicata una serie a strisce giornaliere e a tavole domenicali realizzate da ottobre 1961 al 1998 realizzate principalmente da Gene Hazelton poi affiancato vari collaboratori quali Dick Bickenbach, Roger Armstrong e Dale Hale fino alla metà degli anni ottanta, quando gli succedono prima Don Sherwood e poi Karen Matchette. Negli anni settanta i personaggi compaiono sugli albi della Charlton (1970/77), della Marvel Comics (1977/79); negli anni novanta vennero ripresi dalla Harvey (1992-94), della Archie (1995/97) e dalla DC Comics (1997/99).
Nel 2016 esordì una nuova serie basata sulla serie animata pubblicata dalla DC Comics come parte dell'iniziativa editoriale Hanna-Barbera Beyond, scritta da Mark Russell e disegnata da Steve Pugh. Il primo numero è uscito il 6 giugno 2016.

## Personaggi
- Fred Flintstone
- Wilma Flintstone
- Barney Rubble
- Betty Rubble
- Pebbles Flintstone
- Bam-Bam Rubble